# ستاو
ستاو كان ابن الملك في كوش في النصف الثاني من عهد رمسيس الثاني. تظهر السجلات المعاصرة أن ستاو شغل هذا المنصب من السنة 38 حتى العام 63 على الأقل من عهد رمسيس الثاني.  كان سيتاو خريجًا من المدرسة الملكية ويتمتع بالفعل بسجل مثير للإعجاب للخدمة الملكية مفصل في نقش سيرته الذاتية في وادي السبوع. تم بناء معبد وادي السبوع لرمسيس الثاني من قبل سيتاو حوالي 1236 قبل الميلاد أو السنة 44 من عهد رمسيس الثاني.  تم العثور على أحد عشر من لوحة في فناء هذا المعبد والتي مكنتنا من معرفة حياته المهنية وفهم الواجبات الدقيقة لمنصبه وهي الآن في متحف القاهرة.

## دفنه
يقع قبر سياتو (TT289) في منطقة ذراع أبو النجا في مدينة طيبة الجنائزية.

## روابط خارجية
- المتحف البريطاني: غطاء تابوت من سيتاو